# Paul di Resta
Paul di Resta (Uphall, West Lothian, 16 de Abril de 1986) é um automobilista britânico nascido na Escócia. Ele é primo do tetracampeão da Fórmula Indy, Dario Franchitti.

## Carreira

### Force India (2010-2013)

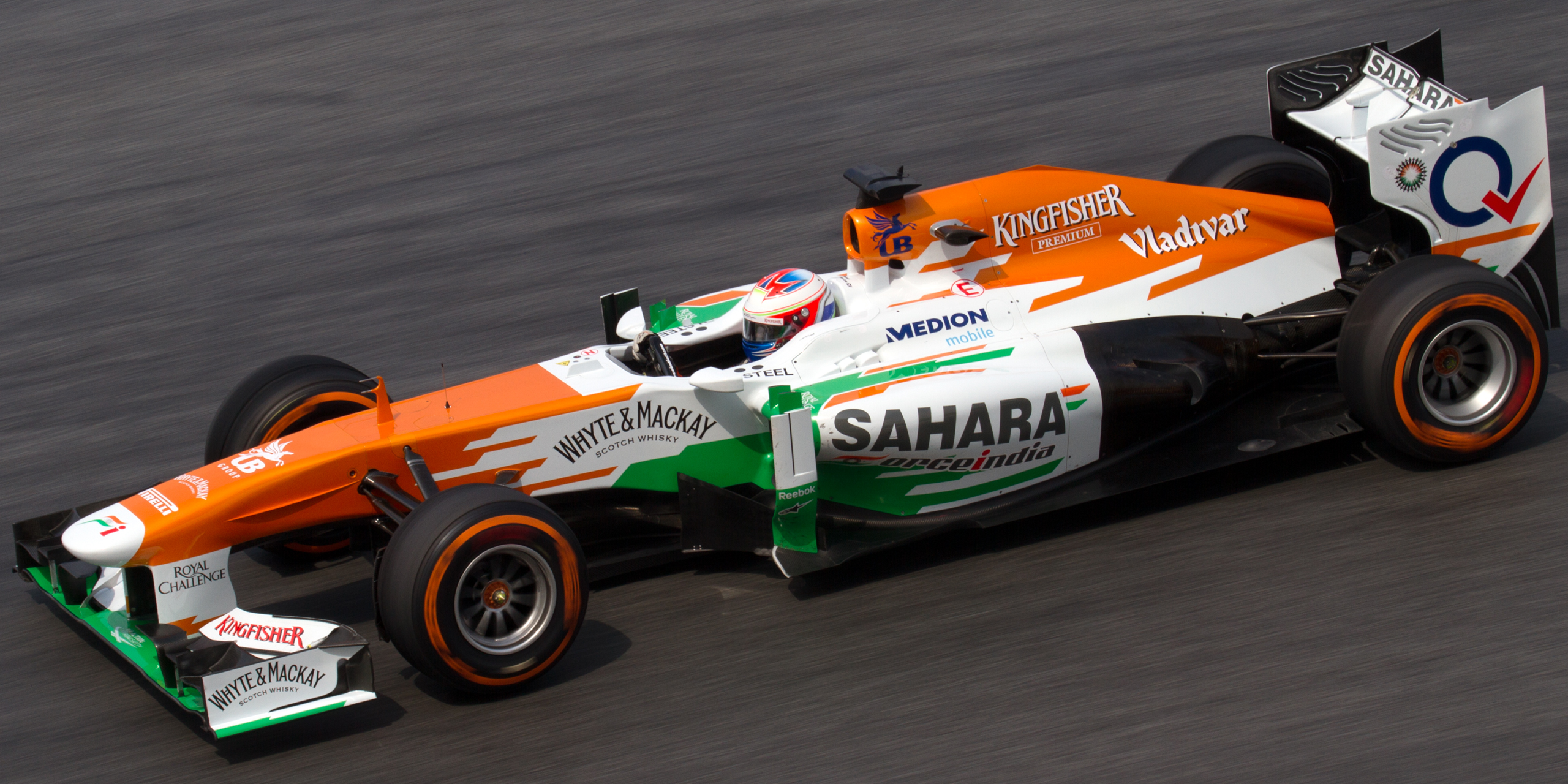
di Resta na Force india em 2013.

Em dezembro de 2009, com Fisichella se mudando para Ferrari e Liuzzi sendo promovidos para a equipe de corrida, a Di Resta participou de um teste com a equipe no circuito de Jerez junto a J. R. Hildebrand. No show do Autosport International em janeiro de 2010, ele disse estar perto de um acordo como piloto de teste e reserva da equipe para a temporada de 2010. O acordo foi devidamente anunciado no dia 2 de fevereiro. Di Resta fez sua corrida de Fórmula 1, início da reunião no Grande Prêmio de 2010, onde participou da primeira sessão de treino livre no lugar de Sutil e ficou em 11º. Ele dirigiu as primeiras sessões de treino de todas as corridas seguintes até o Grande Prêmio de Mônaco, onde ele não participou. Ele retomou a condução para a equipe no Grande Prêmio da Europa e no seguinte Grande Prêmio da Inglaterra. Depois de sair do Grande Prêmio da Alemanha, ele voltou para o Grande Prêmio da Hungria. Di Resta subseqüentemente saiu do Grande Prêmio da Bélgica, enquanto  Liuzzi e Sutil precisavam do maior tempo possível para ter a sensação das novas peças. Ele participou nos treinos para o Grande Prêmio da Itália, mas não participou em Singapura e no Japão. A equipe decidiu que di Resta não deve participar dos treinos do Grande Prêmio da Coreia para permitir que Liuzzi e Sutil se acostumassem com a nova pista para a corrida.
Em 26 de janeiro de 2011, Paul di Resta foi confirmado como piloto titular da equipe Force India ao lado do alemão Adrian Sutil.
Ele marcou seu primeiro pontos do campeonato em sua primeira corrida, o Grande Prêmio da Austrália, depois que ambos os pilotos da Sauber foram desqualificados.
Em 12 de dezembro foi anunciado que ele não seria piloto da Force India para a temporada 2014.

### Williams (2016-2017)
Após uma ausência de dois anos do esporte, Di Resta retornou à Fórmula 1 como piloto reserva da Williams. Em 29 e 30 de julho de 2017, Paul foi concovado para substituir Felipe Massa no treino classificatório de sábado e a corrida no domingo do GP da Hungria, porque o brasileiro passou mal no segundo e terceiro treino livre. Di Resta não guiava um F1 desde 2013.

### Retorno a DTM

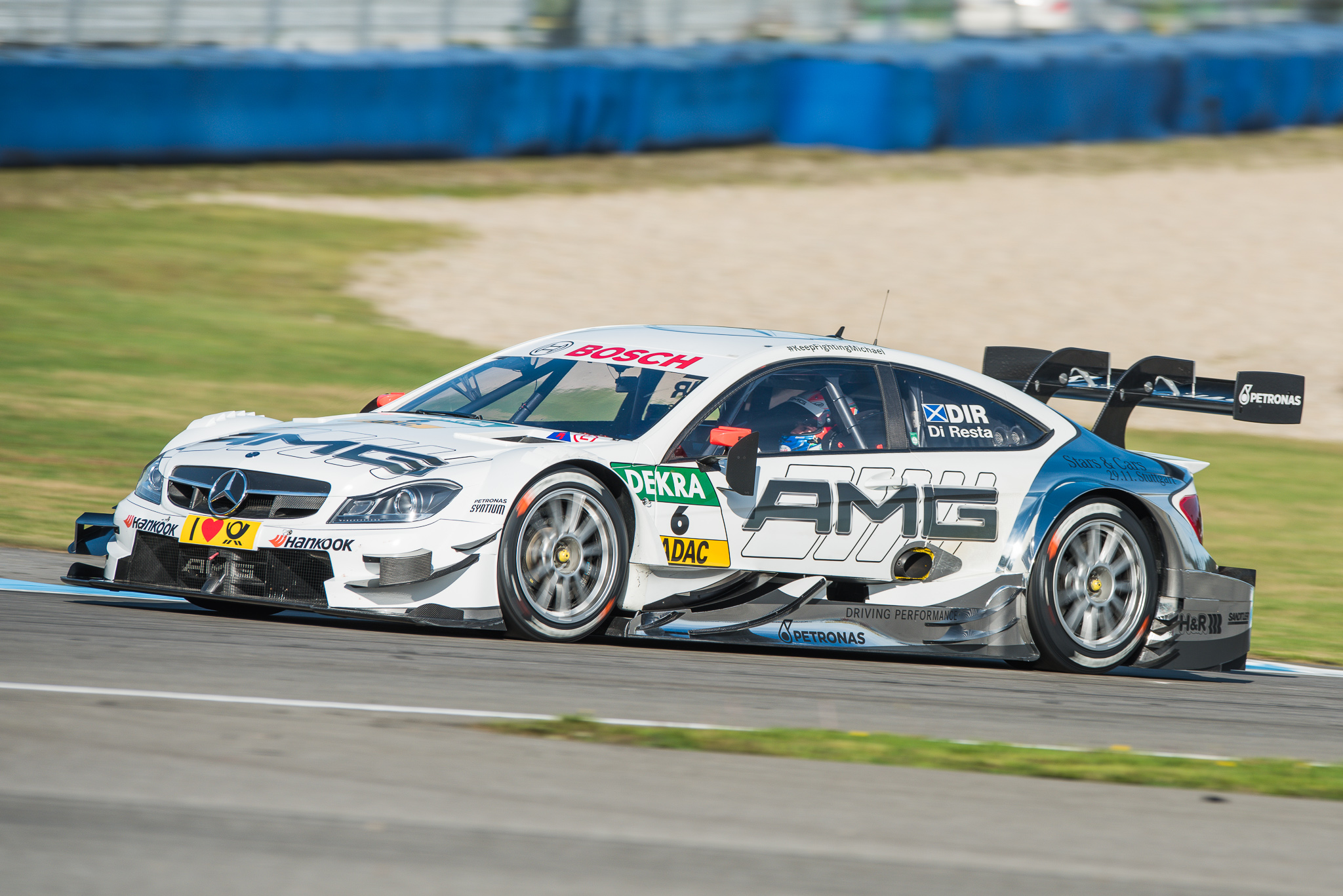
di Resta na DTM em 2014.

Na manhã de terça-feira, 21 de Janeiro de 2014, a Mercedes anunciou a contratação de Paul di Resta para a temporada de 2014 do DTM, o Campeonato Alemão de Turismo. Campeão da categoria em 2010, ele será companheiro do inglês Gary Paffett, que conquistou o título de 2005, e vai guiar um Mercedes AMG C-Coupé.

## Títulos
Campeão de Gt4.

## Posição de chegada nas corridas de Fórmula 1
| Ano  | Equipe                     | Chassi            | Motor                                | Pneus | 1      | 2       | 3      | 4       | 5      | 6      | 7       | 8      | 9       | 10      | 11      | 12      | 13      | 14      | 15     | 16     | 17     | 18     | 19     | 20      | Pontos | Posição |
| ---- | -------------------------- | ----------------- | ------------------------------------ | ----- | ------ | ------- | ------ | ------- | ------ | ------ | ------- | ------ | ------- | ------- | ------- | ------- | ------- | ------- | ------ | ------ | ------ | ------ | ------ | ------- | ------ | ------- |
| 2010 | Force India F1 Team        | Force India VJM03 | Mercedes FO 108X V8                  | B     | BAR    | AUS TD  | MAL TD | CHN TD  | ESP TD | MON    | TUR     | CAN    | EUR TD  | GBR TD  | ALE     | HUN TD  | BEL     | ITA TD  | SIN    | JAP    | COR    | BRA    | ABU    |         | –      | -       |
| 2011 | Force India F1 Team        | Force India VJM04 | Mercedes FO 108Y V8                  | P     | AUS 10 | MAL 10  | CHN 11 | TUR Ret | ESP 12 | MON 12 | CAN 181 | EUR 14 | GBR 15  | ALE 13  | HUN 7   | BEL 11  | ITA 8   | SIN 6   | JAP 12 | COR 10 | IND 13 | ABU 9  | BRA 8  |         | 27     | 13º     |
| 2012 | Sahara Force India F1 Team | Force India VJM05 | Mercedes FO 108Z V8                  | P     | AUS 10 | MAL 7   | CHN 12 | BAR 6   | ESP 14 | MON 7  | CAN 11  | EUR 7  | GBR Ret | ALE 11  | HUN 12  | BEL 10  | ITA 8   | SIN 4   | JAP 12 | COR 12 | IND 12 | ABU 9  | EUA 15 | BRA 191 | 46     | 14º     |
| 2013 | Sahara Force India F1 Team | Force India VJM06 | Mercedes FO 108Z V8                  | P     | AUS 8  | MAL Ret | CHN 8  | BAR 4   | ESP 7  | MON 9  | CAN 7   | GBR 9  | ALE 11  | HUN 181 | BEL Ret | ITA Ret | SIN 201 | COR Ret | JAP 11 | IND 8  | ABU 6  | EUA 15 | BRA 11 |         | 48     | 12º     |
| 2017 | Willams Martini Racing     | Williams FW40     | Mercedes-AMG F1 M08 EQ Power+ 1.6 V6 | P     | AUS    | CHN     | BAR    | RUS     | ESP    | MON    | CAN     | EUR    | AUT     | GBR     | HUN Ret | BEL     | ITA     | SIN     | MAL    | JAP    | EUA    | MEX    | BRA    | ABU     | -      | -       |

↑1  Completou mais de 90% da corrida.

## Posição de chegada nas corridas de DTM - Campeonato Alemão de Turismo
(Corrida em negrito indica pole position; Corrida em itálico indica volta mais rápida)
| Ano  | Equipe             | Carro                      | 1       | 2     | 3      | 4       | 5       | 6       | 7      | 8       | 9       | 10     | 11    | Pontos | Posição |
| ---- | ------------------ | -------------------------- | ------- | ----- | ------ | ------- | ------- | ------- | ------ | ------- | ------- | ------ | ----- | ------ | ------- |
| 2014 | HWA Team           | DTM AMG Mercedes C-Coupé   | HOC 14  | OSC 4 | HUN 18 | NOR 15  | MSC Ret | SPL 18  | NÜR 4  | LAU Ret | ZAN Ret | HOC 4  |       | 36     | 15º     |
| 2010 | HWA Team           | AMG-Mercedes C-Klasse 2009 | HOC1 4  | VAL 5 | LAU 2  | NOR 10  | NÜR 2   | ZAN 2   | BRH 1  | OSC 1   | HOC2 1  | ADR 9  | SHA 2 | 71     | 1º      |
| 2009 | HWA Team           | AMG-Mercedes C-Klasse 2009 | HOC1 5  | LAU 4 | NOR 7  | ZAN 6   | OSC 4   | NÜR Ret | BRH 1  | CAT 7   | DIJ 2   | HOC2 3 |       | 45     | 3º      |
| 2008 | HWA Team           | AMG-Mercedes C-Klasse 2008 | HOC1 13 | OSC 4 | MUG 2  | LAU 1   | NOR 5   | ZAN 7   | NÜR 2  | BRH 2   | CAT 1   | BUG 2  | HOC2  | 71     | 2º      |
| 2007 | Persson Motorsport | AMG-Mercedes C-Klasse 2005 | HOC1 5  | OSC 2 | LAU 2  | BRH Ret | NOR 15  | MUG 3   | ZAN 14 | NÜR 6   | CAT 3   | HOC2 8 |       | 32     | 5º      |